# Gregory Peck
 Der er for få eller ingen kildehenvisninger i denne artikel, hvilket er et problem. Du kan hjælpe ved at angive troværdige kilder til de påstande, som fremføres i artiklen.

Gregory Peck (født 5. april 1916, død 12. juni 2003) var en amerikansk skuespiller, der nåede at medvirke i mere end 60 film. Han blev en af Hollywoods helt store stjerner. Han blev nomineret fem gange til en oscar og modtog den en enkelt gang.
Han blev født som Eldred Gregory Peck i La Jolla, Californien. Gregory Peck gik fra han fyldte 10. år i skole på en romersk-katolsk militærskole i Los Angeles. Efter sin eksamen gik han på University of California, San Diego. Han forlod studiet efter et år og havde i en kort periode et job som chauffør for et oliefirma. I 1936 startede han på Berkeley, hvor han blev rekrutteret af skolens teater og han deltog i fem opsætninger.
Efter sin universitetseksamen i 1939 fjernede Peck "Eldred" fra sit navn og tog til New York for at studere hos the Neighborhood Playhouse. Det var en fattig tid og han måtte ofte overnatte i Central Park. I 1942 fik han sin Broadway debut med en hovedrolle i Emlyn Williams Morning Star. Peck fik en lang række roller under krigen, da han blev fritaget for krigstjeneste på grund af en rygskade han fik i gymnasiet.
Gregory Peck debuterede i 1944 i filmen Days of Glory. Hans talent og gode udseende gjorde, at han blev foretrukket i helteroller, hvor han spillede alt fra bibelske figurer til romantiske hovedroller. En af hans mest kendte roller er i Prinsessen holder fridag fra 1953, hvor han dannede par med Audrey Hepburn.
Gregory Peck var også en samfundskritisk skuespiller og han blev anklaget for antiamerikansk virksomhed under McCarthy.
I 1989 modtog han en udmærkelse fra det amerikanske filminstitut for sin lange karriere. Gregory Peck trak sig tilbage fra sin aktive filmkarriere i slutningen af 1990'erne. Han døde den 12. juni 2003 i Los Angeles med sin kone Veronique ved sin side.

## Filmografi
- Days of Glory (1944)
- Keys of the Kingdom (1944). Oscarnomineret.
- The Yearling (1946). Oscarnomieret.
- Gentleman's Agreement (1947). Oscarnomineret.
- Twelve O'Clock High (1949). Oscarnomineret.
- Prinsessen holder fridag (1953; originaltitel Roman Holiday)
- Moby Dick (1956)
- Navarones Kanoner (1961; originaltitel The Guns Of Navarone)
- Dræb ikke en sangfugl (1962; originaltitel To Kill a Mockingbird). Oscar.
- Cape Fear (1962)
- The Stalking Moon (1968; Dansk titel Det Blodige Spor)
- The Omen (1976)
- MacArthur (1977)
- The Boys from Brazil (1978)
- Amazing Grace and Chuck (1987)
- Old Gringo (1989)
- Cape Fear (1991)